# Vandreren over tågehavet
Vandreren over tågehavet (tysk: Der Wanderer über dem Nebelmeer) er et oliemaleri (94,8 x 74,8 cm) fra 1818 af den tyske kunstner Caspar David Friedrich. Maleriet hænger i Hamburger Kunsthalle i Hamborg i Tyskland.
På et klippefremspring i forgrunden står en ung mand med ryggen til. Han er iført en mørkegrøn diplomatfrakke med lange bukser og holder en vandrerstav i sin højre hånd. Hans hår blæser i vinden, og han stirrer ud over et landskab, der er dækket af en tyk tåge. Foran ham dukker andre klipper frem med små træer. I horisonten til venstre anes bjerge, der går over i lavlandet til højre. Helt ude i horisonten fortsætter tågen i det uendelige, til den flyder sammen med skyerne.
| Kunst | Spire Denne artikel om kunst er en spire som bør udbygges. Du er velkommen til at hjælpe Wikipedia ved at udvide den. |